# Arenga (roślina)

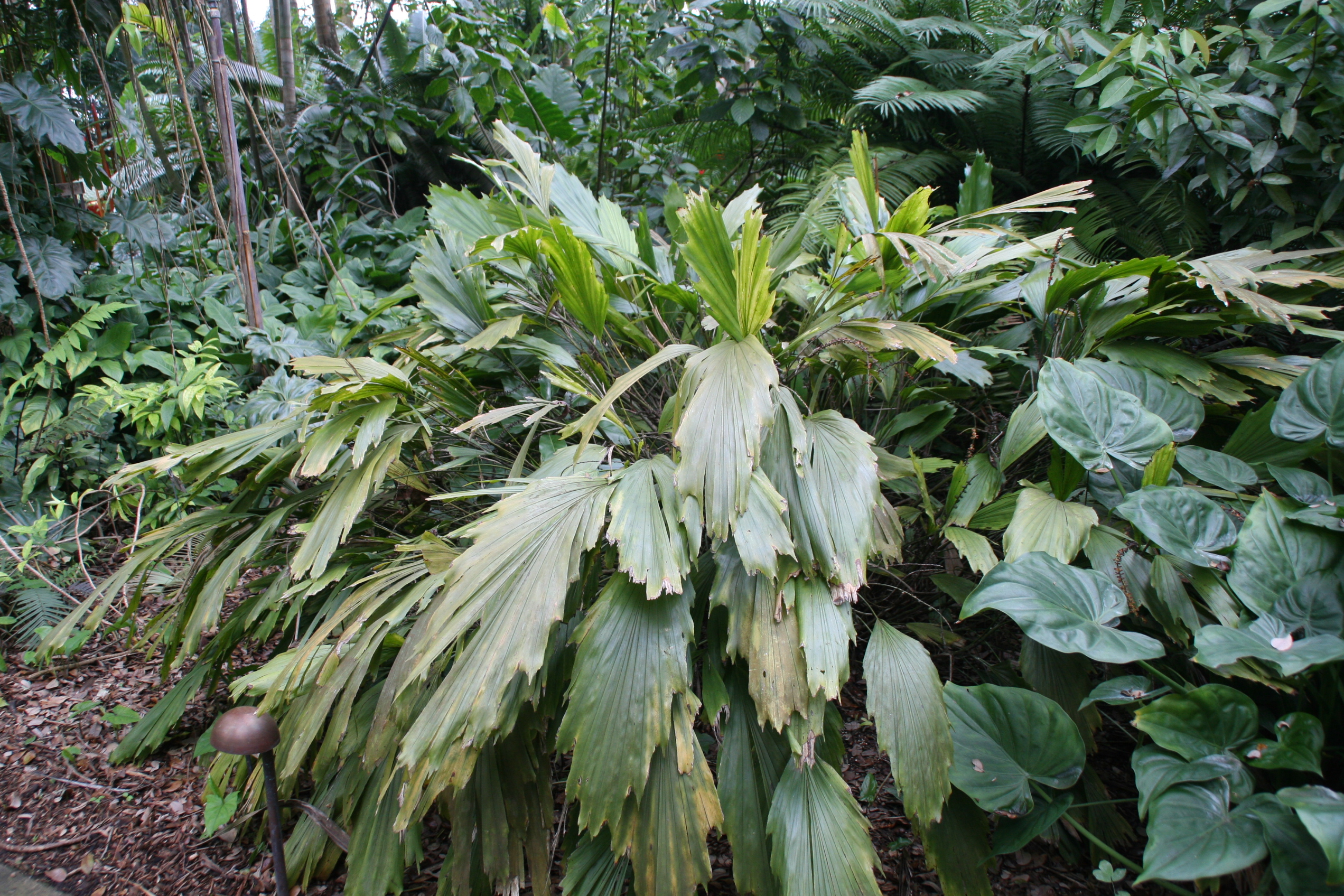
Arenga caudata

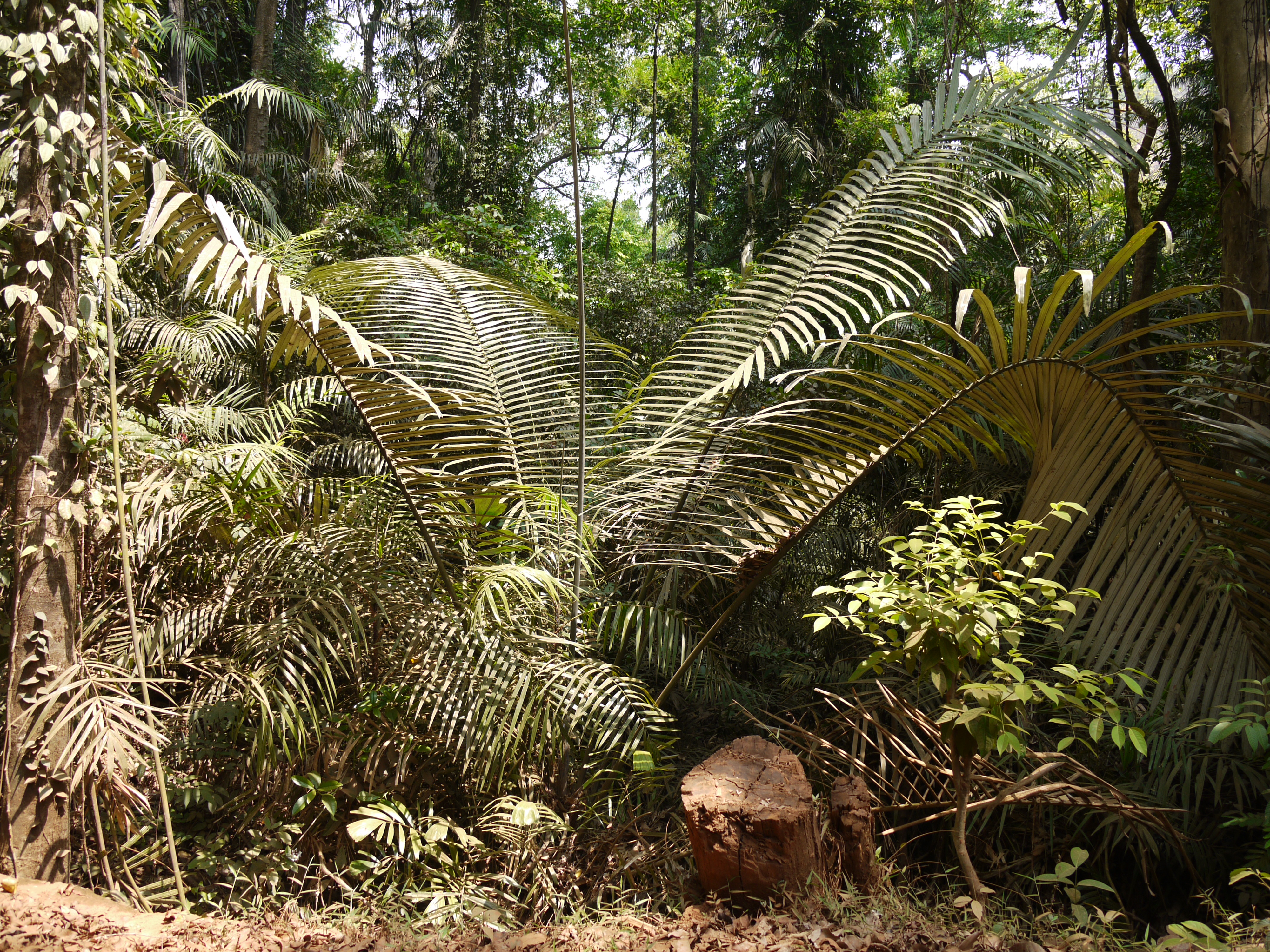
Arenga wightii

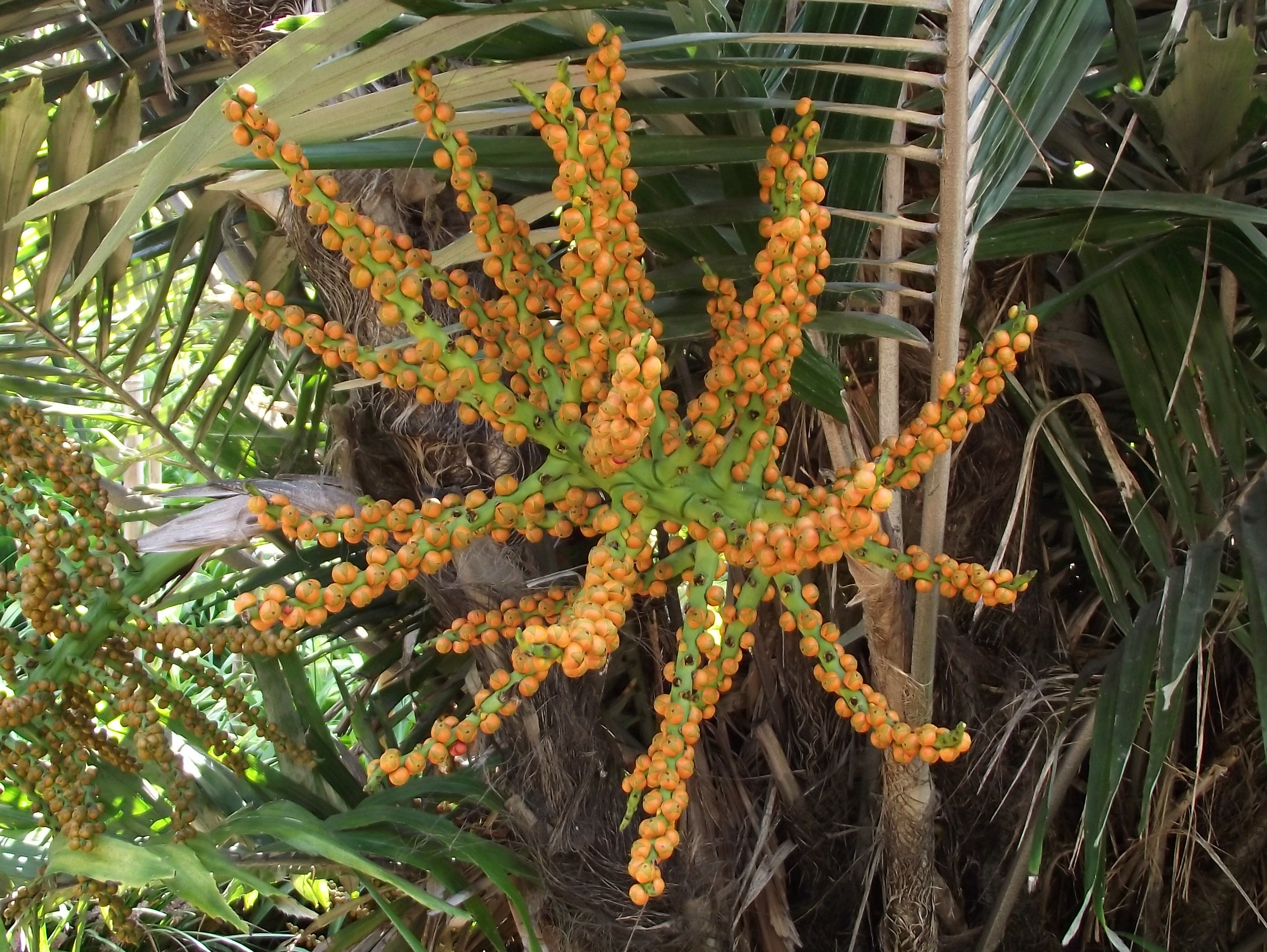
Owoce Arenga engleri

Arenga, winosław, słocza (Arenga Labill.) – rodzaj roślin z rodziny arekowatych, czyli palm (Arecaceae). Obejmuje 20–24 gatunków. Rosną one w Azji Południowo-Wschodniej z centrum zróżnicowania w obrębie Wielkich Wysp Sundajskich i Malezji (w tym kraju rośnie 15 gatunków). Zasięg całego rodzaju sięga na północy po Chiny, Tajwan i wyspy Riukiu, na zachodzie po Indie, na południu po Wyspę Bożego Narodzenia i północną Australię, a na wschodzie po Nową Gwineę. Jako rośliny introdukowane arengi rosną w Japonii i na Hawajach, w Beninie oraz Trynidadzie i Tobago. Szeroko rozprzestrzenionym, często uprawianym gatunkiem z tego rodzaju jest arenga pierzasta A. pinnata.
Palmy te występują w nizinnych i porastających wzgórza wilgotnych lasach równikowych. Należą tu zarówno okazałe drzewa o ogromnych liściach odgrywających istotną rolę w ekosystemie leśnym, jak i niewielkie palmy tworzące warstwę podszytową. Rosną w lasach z udziałem dwuskrzydłowatych, lasach monsunowych i wtórnych, także w sawannie antropogenicznej. Arenga hastata sięga w górskich lasach mglistych Himalajów po 2150 m n.p.m.
Arenga pierzasta, zwana też cukrową, była dawniej bardzo istotnym źródłem cukru, współcześnie wykorzystywana jest w tym celu raczej na skalę lokalną. Cukier uzyskuje się po zagęszczeniu syropu wypływającego z nacinanych, młodych kwiatostanów. Z syropu tego wyrabia się także wino palmowe oraz arak. Z pnia pozyskuje się sago (także z Arenga microcarpa), a z pochew liściowych wytrzymałe włókna. Arenga tremula ma jadalne pąki i jest rośliną narkotyczną. Liście niektórych gatunków wykorzystywane są do okrywania domostw, palmy te sadzone też bywają jako ozdobne w parkach oraz w celu stabilizacji podłoża. Owoce działają drażniąco na ludzi ze względu na dużą zawartość rafidów szczawianu wapnia, jednak nie odstrasza to niektórych roślinożerców, np. wiwery.
Nazwa rodzajowa utworzona została ze zlatynizowanej nazwy malajskiej (aren, areng).

## Morfologia
PokrójPalmy niektórych gatunków (A. pinnata, A. obtusifolia) okazałe, osiągające do 20 m wysokości, u A. pinnata do 0,6 m średnicy. Inne gatunki niższe, wiele osiąga 2 do 4 m wysokości. Zwykle rosną kępiasto, nierzadko rozrastając się za pomocą rozłogów, rzadkie są gatunki o okazach rosnących pojedynczo. Pnie okryte są zwykle trwałymi, włókniście strzępiącymi się pochwami liściowymi, rzadko nagie, przy czym wówczas z wyraźnymi śladami liściowymi. Międzywęźla wydłużone lub zagęszczone. Na ogół są to rośliny bezbronne, niektóre gatunki mają nieliczne kolce.
LiściePierzastozłożone, rzadko niepodzielone, wyrastają w liczbie od 5 do 30 sztuk na pędzie. W przypadku arengi pierzastej osiągają do 6 m długości. U nasady mają otwartą pochwę liściową zwykle sieciowato postrzępioną, z poszczególnymi włóknami czarniejącymi, sztywnymi, często niemal kolczastymi. Pochwy i osie liści są zwykle pokryte łuskami lub rozmaitymi włoskami. Poszczególne listki od równowąskich do szeroko rombowatych, czasem klapowane na brzegu, a z reguły ząbkowane lub piłkowane. Listki u niektórych gatunków wyróżniają się uszkowatymi nasadami, u innych osadzone są na krótszych lub dłuższych, bocznie spłaszczonych ogonkach. Listki osadzone są na osi liścia regularnie lub nie, czasem skupiają się gęsto  nasady liścia. Od spodu są zwykle srebrzystoszare.
KwiatyZebrane w obupłciowe lub jednopłciowe kwiatostany, u niektórych gatunków rozwijające się w dużej liczbie (przy czym z jednego węzła wyrastają zazwyczaj pojedynczo). W przypadkach gdy kwiatostany zawierają kwiaty różnych płci, żeńskie rozwijają się z reguły na szczycie pędu, a męskie poniżej. Kwiatostany są kłosokształtne, rozgałęzione jedno- i dwukrotnie, ich szypuła bywa krótka lub długa, cienka lub masywna. Kwiaty męskie z trzema zewnętrznymi, wolnymi (rzadko tylko u nasady złączonymi) listkami okwiatu. Pręcików jest 6, 9 lub więcej (najczęściej co najmniej 15). Pylniki są podłużne a nitki krótkie. Kwiaty żeńskie kulistawe, z trzema oddzielnymi listkami okółka zewnętrznego i trzema zrośniętymi u nasady listkami okółka wewnętrznego. U niektórych gatunków obecne są trzy prątniczki. Zalążnia kulista, z dwoma lub trzema komorami i taką samą liczbą znamion.
OwoceDość duże, kulistawe, jajowate lub podługowate, po dojrzeniu czerwone, żółte lub fioletowe. Jedno-, dwu- i trzynasienne. Egzokarp gładki, na szczycie z pozostałościami znamienia. Mezokarp mięsisty. Endokarp nie wykształca się. Łupina nasienna czarna.

## Systematyka
Rodzaj klasyfikowany jest do plemienia Caryoteae i podrodziny Coryphoideae w obrębie arekowatych Arecaceae. Rodzaj potwierdzony jest jako takson monofiletyczny. W obrębie plemienia najbliżej spokrewnionym (siostrzanym) rodzajem jest walichia Wallichia. Zaliczana tu dawniej Arenga nana klasyfikowana jest współcześnie jako Wallichia nana. Oba rodzaje są bardzo zresztą podobne, walichia różni się zrastającymi się działkami zewnętrznego okółka w kwiatach męskich oraz zwykle asymetrycznymi i nieklapowanymi listkami.
Wykaz gatunków
- Arenga australasica (H.Wendl. & Drude) S.T.Blake ex H.E.Moore
- Arenga brevipes Becc.
- Arenga caudata (Lour.) H.E.Moore
- Arenga distincta Mogea
- Arenga engleri Becc.
- Arenga hastata (Becc.) Whitmore
- Arenga hookeriana (Becc.) Whitmore
- Arenga listeri Becc.
- Arenga longicarpa C.F.Wei
- Arenga longipes Mogea
- Arenga micrantha C.F.Wei
- Arenga microcarpa Becc.
- Arenga mindorensis Becc.
- Arenga obtusifolia Mart.
- Arenga pinnata (Wurmb) Merr. – arenga pierzasta
- Arenga plicata Mogea
- Arenga porphyrocarpa (Blume ex Mart.) H.E.Moore
- Arenga retroflorescens H.E.Moore & Meijer
- Arenga ryukyuensis A.J.Hend.
- Arenga talamauensis Mogea
- Arenga tremula (Blanco) Becc.
- Arenga undulatifolia Becc.
- Arenga westerhoutii Griff.
- Arenga wightii Griff.